# 天火传说
《天火传说》是中国电视连续剧，由吉木萨尔县与中国内影视公司合拍。剧里反映北庭的历史文化、民间民俗文化和旅游资源特色。在吉木萨尔县拍摄，全二十五集。2011年，在卡酷动画卫视每周六、日下午14:00两集连播。